# 方济各第三会教堂
方济各第三会教堂（葡萄牙语：Igreja da Ordem Terceira de São Francisco）是一座罗马天主教教堂，位于巴西伯南布哥州首府累西腓，圣安多尼修院及教堂（Convento e Igreja de Santo Antônio）建筑群内，其中包括黄金小堂（葡萄牙语：Capela Dourada）和方济各会宗教艺术博物馆（葡萄牙语：Museu Franciscano de Arte Sacra）。